# Castedo (Alijó)
Castedo (auch Castêdo) ist ein Ort und eine ehemalige Gemeinde (Freguesia) im portugiesischen Kreis (Concelho) von Alijó. In der Gemeinde lebten 377 Einwohner (Stand 30. Juni 2011).

## Geschichte
Funde aus der Castrokultur belegen eine lange Besiedlung des Gebietes, jedoch steht die archäologische Auswertung einer hier gefundenen Wallburg noch aus. In den Stadtrechten von Alijó 1225 wurde der heutige Ort bereits erwähnt. Das erste Dokument über eine eigenständige Gemeinde Castedo stammt aus dem Jahr 1603.

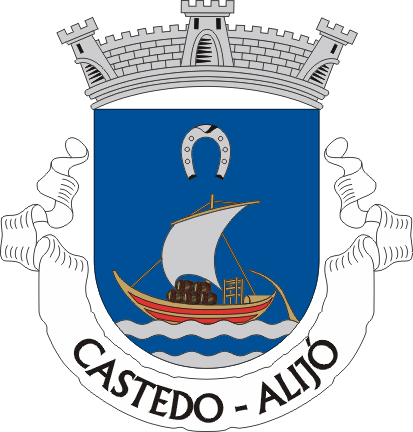
Das Wappen der ehemaligen Gemeinde

Am 29. September 2013 wurden die Gemeinden Castedo und Cotas zur neuen Gemeinde União das Freguesias de Castedo e Cotas zusammengefasst. Castedo ist Sitz dieser neu gebildeten Gemeinde.

## Kultur und Sehenswürdigkeiten
Drei Sakralbauten stehen in der Gemeinde unter Denkmalschutz, darunter die aus dem 16. Jahrhundert stammende, mehrmals umgebaute Gemeindekirche Igreja Paroquial de Castedo (auch Igreja de São João Baptista). Die einschiffige Kirche verfügt über zwei, teils spät-barocke Seitenkapellen, und zeigt Elemente des Manierismus und des Rokoko, dies vor allem in den Deckenmalereien.
Castedo liegt im ältesten geschützten Weinbaugebiet der Welt, dem 1756 eingetragenen Alto Douro, welches zum UNESCO-Welterbe gehört.

## Verwaltung
Castedo ist Sitz einer gleichnamigen Gemeinde. Sie besteht nur aus dem Ort Castedo. Im Zuge der anstehenden Gemeindereform in Portugal und der damit verbundenen Auflösung zahlreicher Gemeinden im Land ist das Fortbestehen einer eigenständigen Gemeinde Castedo angesichts seiner geringen und weiter schwindenden Einwohnerzahl gefährdet.